# Stanley Amuzie
Stanley Amuzie, né le 28 février 1996 à Lagos au Nigeria, est un footballeur international nigérian qui évolue au poste de défenseur.

## Biographie

### Carrière en club

#### UC Sampdoria (2016-2018)
En 2016, il signe au UC Sampdoria, il reste au club 2 ans mais ne jouera aucun match avec le club.

##### Prêt au SC Olhanense (2016)
Lors de la saison 2015-2016, il joue 14 matchs en deuxième division portugaise avec le Sporting Clube Olhanense, inscrivant un but,.

##### Prêt au FC Lugano (2017-2018)
En 2017, il est encore prêté pour 1 saison au FC Lugano, club suisse de Super League.

#### Transfert au FC Lugano (2018-2019)
En 2018, il rejoint définitivement le cub tessinois où il restera 1 saison.

#### NK Aluminji (2019-2020)
En 2019, il rejoint le club : NK Aluminji, club slovène, il reste 1 saison.

#### FF Jaro (2020)
Il signe en 2020 dans un club finlandais : le FF Jaro pour quelques mois.

#### Kokkolan Palloveikot dit aussi KPV (2021)
En 2021, il rejoint un autre club finlandais le Kokkolan Palloveikot pour quelques mois. Il est actuellement sans club depuis le 1er janvier 2022.

### Carrière internationale
Stanley Amuzie reçoit sa première sélection en équipe du Nigeria le 25 mars 2016, contre l'Égypte, dans le cadre des éliminatoires de la Coupe d'Afrique des nations 2017 (match nul 1-1).
Il fait partie de la liste des 18 joueurs nigérians sélectionnés pour disputer les Jeux olympiques d'été de 2016. Il réalise ses débuts contre le Japon, lors de la compétition qui voit le Nigeria remporter la médaille de bronze

## Palmarès
- Médaille de bronze aux Jeux olympiques d'été de 2016